# Darovoïe (oblast de Moscou)
Darovoïe (en russe : Даровое), est un hameau de l'okroug urbain de Zaraïsk de l'oblast de Moscou, en Russie. Sa population s'élevait à 3 habitants au recensement de 2010.

## Géographie
Le hameau de Darovoïe se situe dans l'oblast de Moscou, un sujet du centre de la Russie européenne, qui fait partie du district fédéral central. Le hameau fait partie de l'okroug urbain de Zaraïsk, avec Zaraïsk comme centre administratif.
Darovoïe, comme tout l'oblast de Moscou, est située dans le fuseau horaire MSK (heure de Moscou). Le décalage horaire appliqué par rapport au temps universel coordonné est +03:00.

## Démographie
Recensements (*) et estimations de la population:
| 1831 | 1873 | 2002 | 2010* | - | - |
| ---- | ---- | ---- | ----- | - | - |
| 76   | 123  | 4    | 3     | - | - |